# بولاندن
بولاندن (به آلمانی: Bolanden) یک شهر در آلمان است که در دنرسبرگکرایس واقع شده‌است. بولاندن ۲٬۴۲۸ نفر جمعیت دارد.